# 普罗塞克站
普罗塞克站是一座布拉格地铁C线的地铁站。此站站名背景是所在的同名城市分区。